# Kościół św. Apostołów Szymona i Judy Tadeusza w Kołaczkowie
Kościół św. Apostołów Szymona i Judy Tadeusza w Kołaczkowie – zabytkowy rzymskokatolicki kościół parafialny w Kołaczkowie, w powiecie wrzesińskim, w województwie wielkopolskim
Zlokalizowany jest przy ulicy Wrzesińskiej.
Został wybudowany w latach 1830-1836 w stylu klasycystycznym zapewne według projektu Piotra Aignera. Posiada zabytkowe wyposażenie z XVII i XVIII wieku, głównie w stylu rokokowym i klasycystycznym z poprzedniego kościoła drewnianego.